# Ascotis rousseli
Ascotis rousseli là một loài bướm đêm trong họ Geometridae.